# ستيف كوبيرسكي
ستيف كوبيرسكي (بالإنجليزية: Steve Kuberski)‏ مواليد 6 نوفمبر 1947 في مولين، هو لاعب كرة سلة أمريكي معتزل. بدأ مسيرته الاحترافية في سنة 1969. تم اختياره من قبل فريق بوسطن سيلتكس خلال الدرافت. يبلغ طوله 6 قدم 8 بوصة (2.0 م). اعتزل اللعب في 1977. فاز بلقب دوري إن بي إيه.

## المسيرة الاحترافية
لعب مع بوسطن سيلتكس من سنة 1969 إلى 1974، ثم لعب مع ميلووكي باكز في موسم 1974–1975، ثم لعب مع بوفالو بريفز في سنة 1975، ثم لعب مع بوسطن سيلتكس في سنة 1977.

## روابط خارجية
- ستيف كوبيرسكي على موقع إن بي أي (الإنجليزية)
- ستيف كوبيرسكي على موقع سبورتس رفرنس (الإنجليزية)
- ستيف كوبيرسكي على موقع كلية كرة السلة في سبورتس رفرنس.كوم (الإنجليزية)
- ستيف كوبيرسكي على موقع ريلجم (الإنجليزية)
- ستيف كوبيرسكي على موقع بروبوليرز (الإنجليزية)